# جیمز ملادو
جیمز ملادو (انگلیسی: James Melhado؛ زادهٔ ۲۹ ژانویهٔ ۲۰۰۱) بازیکن فوتبال است.